# Pseudopomala brachyptera
Pseudopomala brachyptera is een rechtvleugelig insect uit de familie veldsprinkhanen (Acrididae). De wetenschappelijke naam van deze soort is voor het eerst geldig gepubliceerd in 1862 door Scudder.